# Дефранц, Анита
Анита Лусетт Дефранц (англ. Anita Lucette DeFrantz; род. 4 октября 1952, Филадельфия, Пенсильвания) — американская гребчиха, выступавшая за сборную США по академической гребле во второй половине 1970-х годов. Бронзовая призёрка летних Олимпийских игр в Монреале, обладательница серебряной медали чемпионата мира, победительница и призёрка регат национального значения. Также известна как спортивный функционер, член Международного олимпийского комитета.

## Биография
Анита Дефранц родилась 4 октября 1952 года в Филадельфии, штат Пенсильвания. Начала заниматься академической греблей в местном клубе Vesper Boat Club.
Состояла в гребных командах во время учёбы в Коннектикутском колледже и в юридической школе Пенсильванского университета, которые окончила в 1974 и 1977 годах соответственно. Неоднократно принимала участие в различных студенческих регатах.
Дебютировала на взрослом международном уровне в сезоне 1975 года, когда вошла в основной состав американской национальной сборной и выступила на чемпионате мира в Ноттингеме, где в зачёте распашных рулевых четвёрок заняла шестое место.
Благодаря череде удачных выступлений удостоилась права защищать честь страны на летних Олимпийских играх 1976 года в Монреале. Совместно с партнёршами по сборной Линн Силлиман, Анне Варнер, Кэри Грейвз, Марион Грег, Маргарет Маккарти, Гейл Рикетсон, Кэрол Браун и Джеки Зок финишировала в распашных рулевых восьмёрках третьей позади экипажей из Западной Германии и Советского Союза, получив тем самым бронзовую олимпийскую медаль.
После монреальской Олимпиады Дефранц осталась в составе гребной команды США на ещё один олимпийский цикл и продолжила принимать участие в крупнейших международных регатах. Так, в 1977 году она выступила на чемпионате мира в Амстердаме, где в программе безрульных двоек пришла к финишу шестой.
В 1978 году на мировом первенстве в Карапиро выиграла серебряную медаль в четвёрках и показала четвёртый результат в восьмёрках.
На чемпионате мира 1979 года в Бледе в рулевых четвёрках сумела квалифицироваться лишь в утешительный финал B.
В 1980 году прошла отбор в олимпийскую сборную, собранную для участия в Олимпийских играх в Москве, однако Соединённые Штаты вместе с несколькими другими западными странами бойкотировали эти соревнования по политическим причинам. В качестве компенсации за пропуск Олимпиады Дефранц была награждена Золотой медалью Конгресса.
Завершив спортивную карьеру, работала в юридической сфере и проявила себя как спортивный функционер. Занимала должность вице-президента организационного комитета Олимпийских игр 1984 года в Лос-Анджелесе, затем была назначена на пост президента Фонда LA84. В 1986 году её пожизненно избрали членом Международного олимпийского комитета, а в 1997 году она стала первой женщиной, занявшей пост вице-президента исполнительного комитета МОК.
За большой вклад в олимпийское движение в 1980 году была награждена бронзовым Олимпийским орденом.
В 2001 году баллотировалась на пост президента МОК, но проиграла бельгийцу Жаку Рогге.